# Лон-Пайн
Лон-Пайн (англ.  Lone Pine Indian Reservation) — индейская резервация, расположенная на Юго-Западе США в восточно-центральной части штата Калифорния.

## История
Резервация была создана 20 апреля 1937 года в результате обмена землёй, согласованного между Министерством внутренних дел США и городом Лос-Анджелес. Объединённым племенем лон-пайн, состоящем из групп народов моно и тимбиша, управляет совет из пяти человек.

## География
Резервация расположена в восточно-центральной части Калифорнии на западе округа Иньо, в долине реки Оуэнс на восточной стороне гор Сьерра-Невада. Общая площадь Лон-Пайн составляет 0,95 км².
Административным центром резервации является статистически обособленная местность Лон-Пайн.

## Демография
По данным федеральной переписи населения 2000 года в резервации проживало 350 человек. По данным федеральной переписи населения 2010 года население Лон-Пайн составляло 212 человек.
В 2019 году в резервации проживало 182 человека. Расовый состав населения: белые — 27 чел., афроамериканцы — 0 чел., коренные американцы (индейцы США) — 126 чел., азиаты — 12 чел., океанийцы — 0 чел., представители других рас — 0 чел., представители двух или более рас — 17 человек. Плотность населения составляла 191,58 чел./км².

## Комментарии
1. ↑  В состав резервации входит лишь  часть населённого пункта.